# عقد 1430 هـ
عقد 1430 هـ هو الفترة بين عام 1430 إلى 1439 في التقويم الهجري، أي العشر سنوات الرابعة من القرن الخامس عشر الهجري.